# Stara Synagoga w Kiejdanach
Stara Synagoga w Kiejdanach, zwana Zachodnią lub Małą (lit. Kėdainių senoji sinagoga, Mažoji sinagoga) – jedna z trzech przetrwałych synagog w Kiejdanach. 
Została zbudowana w II połowie XVII wieku w stylu barokowym przy tzw. Żydowskim Rynku, później uległa przebudowie w 1784. Jest jedyną zachowaną murowaną synagogą z okresu baroku na Litwie. 
Podczas II wojny światowej została zdewastowana przez hitlerowców. Obecnie pełni rolę muzeum. Obok budynku znajduje się nowa synagoga.